# Ilona Csáková (album)
Ilona Csáková je osmé řadové album zpěvačky Ilony Csákové. Vyšlo v květnu 2008.
Album vydala zpěvačka po šesti letech a spolupracovala na něm s osvědčenými autory, kteří se podíleli na její nejúspěšnější desce Modrý sen. Na CD najdeme většinu původních skladeb, výjimkou je pak bonusová desátá skladba Kočky, jejíž autorkou je Zuzana Navarová. Zpěvačka s touto písní zvítězila v soutěži České televize Souboj hitů.

## Tracklist
- 1. Chlapi takoví nejsou 4:00
- 2. Austrálie 3:42
- 3. Málo i moc 3:53
- 4. Malá víla 3:33
- 5. Co z toho mám 3:50
- 6. Tina 3:53
- 7. Milion hvězd 3:54
- 8. Jen já 4:53
- 9. Přijď ke mně jak déšť 3:58
- 10. Kočky 3:02 (hudba a text: Zuzana Navarová)